# Grodvitmossa
Grodvitmossa (Sphagnum inundatum) är en bladmossart som beskrevs av Edmund August Friedrich Russow 1894. Enligt Catalogue of Life ingår Grodvitmossa i släktet vitmossor och familjen Sphagnaceae, men enligt Dyntaxa är tillhörigheten istället släktet vitmossor och familjen Sphagnaceae. Enligt den finländska rödlistan är arten nära hotad i Finland. Arten är reproducerande i Sverige. Artens livsmiljö är små tjärnar och gölar (även flarkar). Inga underarter finns listade i Catalogue of Life.